# Теорія боротьби двох культур
Теорія боротьби двох культур — теорія другого секретаря ЦК КП(б)У Д. Лебедя в 20-х роках  в цієї теорії розглядали українську культуру як відсталу, селянську, заперечували необхідність її розвитку. Прогресивною вважалась російська культура, позаяк «вона пов'язана з прогресивним пролетаріатом і містом».

## Історія
Основні положення цієї «теорії» сформулював Петро Струве:
Цю точку зору надалі підтримували і більшовики (Г. Зінов'єв, Л. Каменєв, А. Луначарський).
Д. Лебедь вважається автором назви «теорія боротьби двох культур» завдяки статті «Деякі питання партійного з'їзду» 17 березня 1923 р. на шпальтах газети «Коммунист». Він стверджував, що російська культура рано чи пізно переможе, і обов'язок комуністів полягає в тому, щоб підтримати цей «природний процес».